# Hecates Tholus
O Hecates Tholus é um vulcão marciano, notável pelos resultados da missão Mars Express da Agência Espacial Européia que descobriu uma grande erupção ocorrida há 350 milhões de anos. A erupção criou uma caldera de 10 km de diâmetro. Foi sugerido que depósitos glaciais preencheram parcialmente a e uma depressão adjacente. Análises datam esse acontecimento em um período recente, há entre 5 e 20 milhões de anos. No entanto, modelos climáticos mostram que o gelo não é estável na cratera de Hecates Tholus nos dias de hoje, apontando para uma mudança climática desde o tempo em que os glaciares eram ativos. Foi comprovado que a era glacial correspondeu ao período de crescente  obliquidade do eixo rotacional de Marte.
O vulcão está localizado na latitude 32.1°N 150.2°E, em Elysium Planitia, possuindo um diâmetro de 183.0 km. É o vulcão mais setentrional dos vulcões Elysium, os outros são o Elysium Mons e o Albor Tholus.
Na nomenclatura planetária, um "tholus" é um "pequena montanha ou monte".

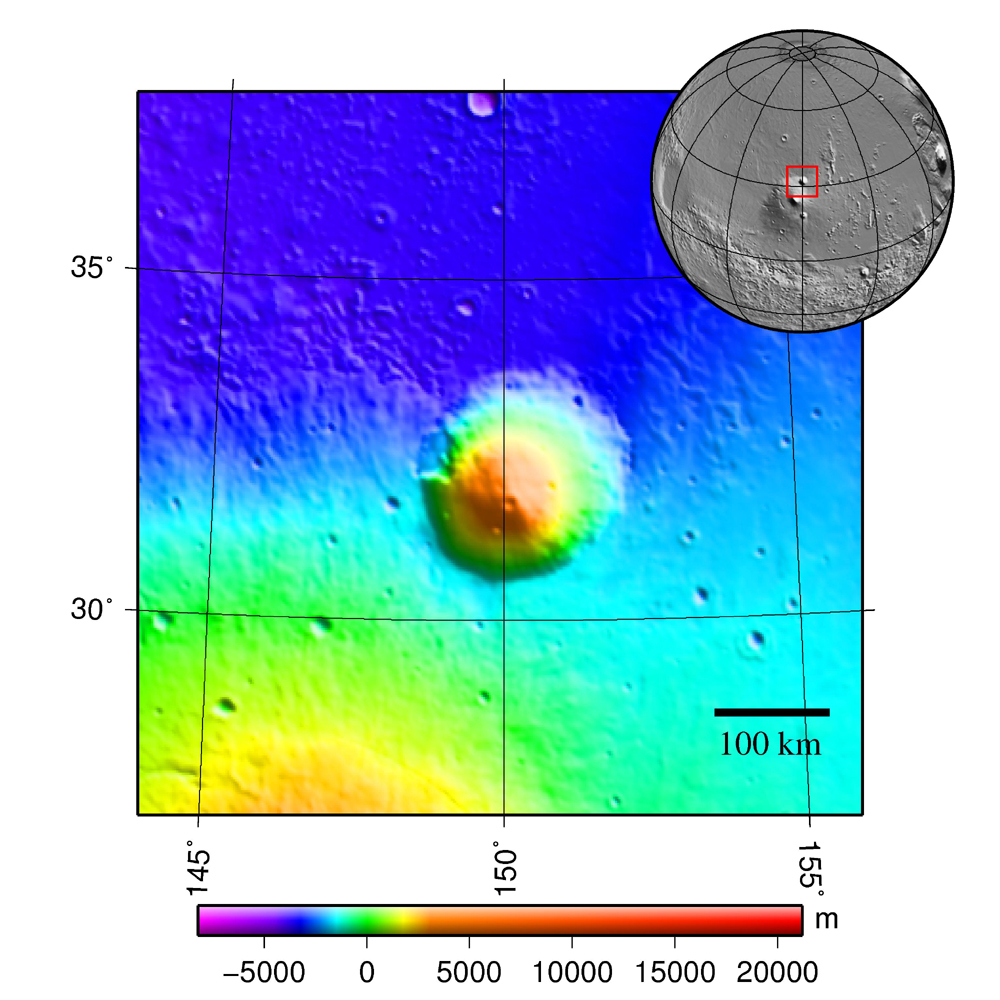
Mapa topográfico de Hecates Tholus.